# NGC 7798
NGC 7798 ist eine Balken-Spiralgalaxie vom Hubble-Typ SBc mit hoher Sternentstehungsrate im Sternbild Pegasus am Nordsternhimmel. Sie ist schätzungsweise 114 Millionen Lichtjahre von der Milchstraße entfernt und hat einen Durchmesser von etwa 45.000 Lichtjahren.
Das Objekt wurde am 18. September 1784 von Wilhelm Herschel entdeckt.